# Amphinotus nymphula
Amphinotus nymphula är en insektsart som först beskrevs av Bolívar, I. 1912.  Amphinotus nymphula ingår i släktet Amphinotus och familjen torngräshoppor. IUCN kategoriserar arten globalt som starkt hotad. Inga underarter finns listade i Catalogue of Life.